# Indubrasil (race bovine)
Pour les articles homonymes, voir Indubrasil.
L'indubrasil est une race bovine d'origine brésilienne.

## Origine
L'indubrasil a été créée par métissage de trois races de zébus : gir, kankrej et ongole. Ce brassage génétique, débuté dans les premières années du XXe siècle, aboutit à la création du registre généalogique en 1936.
Le premier nom de la nouvelle race était « induberaba » jusqu'aux années 1930. Le président brésilien Getúlio Vargas a demandé à changer le nom et le terme indibrasil a été choisi.
En 1946, des animaux ont été exportés aux États-Unis et ils auraient pu participer à la création de la race brahmane.

## Morphologie
L'indubrasil possède une robe grise à zones plus foncées (charbonnées) au niveau de la tête, du garrot et des cuisses. Comparativement à ceux de la race brahmane, les individus indubrasil sont plus grands et moins lourds. Comme les autres races de zébus, elle possède une bosse au niveau du garrot et des oreilles longues et pendantes. Il s'agit même des plus longues oreilles de toutes les races bovines.

## Aptitudes
C'est une race créée pour avoir une mixité viande-lait rentable en zone tropicale, en cherchant à optimiser les meilleures qualités des races dont elle est issue. 
Elle est efficace transformatrice de fourrages grossiers, mais se prête aussi à l'élevage intensif en feed lots. Les qualités maternelles des femelles en font un bon support pour croisement avec d'autres races, en particulier les races bouchères européennes mieux conformées musculairement, mais inadaptées aux conditions climatiques tropicales. Les animaux sont dociles. En croisement avec des vaches de race nelore, les taureaux indubrasil confèrent une meilleure conformation de carcasse et une bonne docilité.
La production laitière est amplement suffisante pour la nourriture du veau et peu même être exploitée par la traite. Cette aptitude est encore optimisée par croisement avec le race holstein. Les individus sont appelés indolando. Leur production peut atteindre 50-60 kg pour les records, mais en zone rurale, elle atteint 20-25 kg, chiffre exceptionnel pour une race de zébu.